# Ximena Navarrete
Pour les articles homonymes, voir Navarrete (homonymie).
Ximena Navarrete, née Jimena Navarrete Rosete le 22 février 1988 à Guadalajara au Mexique, est un mannequin mexicain, sacrée Nuestra Belleza México et Miss Univers 2010. En 2013 elle est actrice dans la telenovela La tempestad avec William Levy. Elle joue également dans la telenovela 108 Costuras.

## Biographie
Née et élevée à Guadalajara, Ximena commence une carrière de mannequin à l'âge de quinze ans.
Elle désire faire une carrière dans la diététique.
Elle fut auparavant couronnée Nuestra Belleza Jalisco à Guadalajara, Jalisco, le 16 juillet 2009, et Nuestra Belleza México le 20 septembre 2009, à Mérida, Yucatán.
En 2010, elle devient Miss Univers 2010, le 23 août 2010 à Las Vegas, face à 82 autres prétendantes du monde entier. Elle succède à la Vénézuélienne Stefanía Fernández, 19 ans, Miss Univers 2009 et met ainsi fin au règne du Venezuela sur le concours depuis 2008. Elle offre un deuxième titre au Mexique, après celui de Lupita Jones, obtenu en 1991.

## Vie privée
Elle apparait dans le clip de Belinda, I love you Te quiero.

## Résultats

Miss Univers 2010.

| Résultat Final    | Candidates |
| ----------------- | --- |
| Miss Univers 2010 | - Mexique - Ximena Navarrete |
| 1re Dauphine      | - Jamaïque - Yendi Phillips |
| 2e Dauphine       | - Australie - Jesinta Campbell |
| 3e Dauphine       | - Ukraine - Anna Poslavska |
| 4e Dauphine       | - Philippines - Venus Raj |
| Top 10            | - Albanie - Angela Martini - Guatemala - Jessica Scheel - Irlande - Rozanna Purcell - Porto Rico - Mariana Vicente - Afrique du Sud - Nicole Flint |
| Top 15            | - Russie - Irina Antonenko - France - Malika Ménard - Colombie - Natalia Navarro - République Tchèque - Jitka Válková - Belgique - Cilou Annys     |